# Потсдам (селище, Нью-Йорк)
Потсдам (англ. Potsdam) — селище (англ. village) в США, в окрузі Сент-Лоуренс штату Нью-Йорк. Населення — 8312 особи (2020).

## Географія
Потсдам розташований за координатами 44°40′9″ пн. ш. 74°59′9″ зх. д. / 44.66917° пн. ш. 74.98583° зх. д. (44.669241, -74.985895).  За даними Бюро перепису населення США в 2010 році селище мало площу 12,80 км², з яких 11,52 км² — суходіл та 1,28 км² — водойми. В 2017 році площа становила 14,02 км², з яких 12,74 км² — суходіл та 1,28 км² — водойми.

## Демографія
Згідно з переписом 2010 року, у селищі мешкало 9428 осіб у 2442 домогосподарствах у складі 897 родин. Густота населення становила 737 осіб/км².  Було 2586 помешкань (202/км²).
Расовий склад населення:
| - 88,9 % — білих - 4,9 % — азіатів - 2,8 % — чорних або афроамериканців - 0,4 % — корінних американців |

До двох чи більше рас належало 2,1 %. Частка іспаномовних становила 2,9 % від усіх жителів.
За віковим діапазоном населення розподілялося таким чином: 9,2 % — особи молодші 18 років, 84,2 % — особи у віці 18—64 років, 6,6 % — особи у віці 65 років та старші. Медіана віку мешканця становила 21,4 року. На 100 осіб жіночої статі у селищі припадало 113,9 чоловіків;  на 100 жінок у віці від 18 років та старших — 114,4 чоловіків також старших 18 років.
Середній дохід на одне домашнє господарство  становив 57 228 доларів США (медіана — 36 300), а середній дохід на одну сім'ю — 84 179 доларів (медіана — 59 950). Медіана доходів становила 56 850 доларів для чоловіків та 40 865 доларів для жінок. За межею бідності перебувало 28,8 % осіб, у тому числі 28,0 % дітей у віці до 18 років та 6,5 % осіб у віці 65 років та старших.
Цивільне працевлаштоване населення становило 3405 осіб. Основні галузі зайнятості: освіта, охорона здоров'я та соціальна допомога — 50,0 %, мистецтво, розваги та відпочинок — 14,6 %, роздрібна торгівля — 13,0 %.